# Exotische Sphäre
Eine exotische Sphäre ist ein Begriff aus dem mathematischen Teilgebiet der Differentialgeometrie. Es ist eine differenzierbare Mannigfaltigkeit, die topologisch, aber nicht differenzierbar äquivalent zu einer Standard-Sphäre ist. Das bedeutet, sie ist homöomorph zu einer {\displaystyle n}-dimensionalen Sphäre, besitzt jedoch eine differenzierbare Struktur, die nicht diffeomorph zur Standardstruktur ist. Exotische Sphären treten in Dimensionen {\displaystyle n\geq 7} auf und sind ein zentrales Thema der Differentialtopologie. John Milnor konstruierte im Jahr 1956 die ersten Beispiele. Diese heißen heute Milnor-Sphären.
Exotische Sphären spielen eine wichtige Rolle in der Topologie, da sie zeigen, dass die Topologie einer Mannigfaltigkeit allein nicht ausreicht, um deren differenzierbare Struktur eindeutig festzulegen.

## Historischer Hintergrund
Das Konzept der exotischen Sphären wurde erstmals in den 1950er Jahren von John Milnor entdeckt. Milnor zeigte, dass es für {\displaystyle n=7} eine Sphäre gibt, die eine exotische differenzierbare Struktur besitzt. In seiner grundlegenden Arbeit von 1956 konstruierte er explizit sieben nicht-äquivalente differenzierbare Strukturen auf der 7-Sphäre, indem er Techniken der Kobordismustheorie verwendete. Er erhielt 1962 die Fields-Medaille für diese Arbeit.

## Definition
Eine exotische Sphäre ist eine differenzierbare Mannigfaltigkeit, die homöomorph zu einer Standard-Sphäre {\displaystyle S^{n}}, aber nicht diffeomorph zu {\displaystyle S^{n}} ist.
Das bedeutet, dass sie die gleiche topologische Struktur wie  {\displaystyle S^{n}} hat, aber mit einer anderen differenzierbaren Struktur ausgestattet ist.

## Existenz
Exotische Sphären existieren in Dimensionen {\displaystyle n\geq 7}, aber es wurde bewiesen, dass es keine exotischen Sphären in den Dimensionen {\displaystyle n\leq 3} und in den Dimensionen {\displaystyle n=5} und {\displaystyle n=6} gibt. Für die Dimension 4 ist bis heute (Dez. 2024) nicht geklärt, ob es exotische Sphären gibt.

## Beispiele

### Milnor-Sphäre
Das bekannteste Beispiel für eine exotische Sphäre ist die Milnor-Sphäre, die 1956 von John Milnor konstruiert wurde. Milnor konstruierte diese Sphären, indem er zwei Scheibenbündel über der 3-Sphäre entlang ihres Randes mittels eines geeigneten Diffeomorphismus verklebte.

### Brieskorn-Sphären
Ein weiteres Beispiel für exotische Sphären sind die Brieskorn-Sphären, benannt nach Egbert Brieskorn. Sie entstehen als Schnitt einer algebraischen Varietät, definiert durch ein Brieskorn-Polynom, mit einer kleinen Sphäre im komplexen Raum. Brieskorn zeigte, dass bestimmte dieser Mannigfaltigkeiten Homologiesphären sind und somit topologisch einer Sphäre entsprechen, jedoch exotische differenzierbare Strukturen tragen können.

### Gromoll-Meyer-Sphäre
Ein weiteres Beispiel für eine exotische Sphäre ist die Gromoll-Meyer-Sphäre, die 1973 von Detlef Gromoll und Wolfgang Meyer entdeckt wurde. Sie konstruierten diese 7-dimensionale Mannigfaltigkeit als Quotient der Lie-Gruppe von {\displaystyle Sp(2)} nach {\displaystyle Sp(1)\times Sp(1)} unter einer freien, isometrischen Wirkung. Mit {\displaystyle Sp(n)} wird die Gruppe der n×n unitären Quaternionen-Matrizen mit Determinante 1 bezeichnet. Besonders bemerkenswert ist, dass diese exotische Sphäre eine Riemannsche Metrik mit nicht-negativer Schnittkrümmung trägt – eine Eigenschaft, die bei anderen exotischen Sphären noch nicht nachgewiesen wurde.

## Klassifikation
Die Menge der h-Kobordismusklassen von Homotopiesphären der Dimension {\displaystyle n} wird mit {\displaystyle \Theta _{n}} bezeichnet. Diese Menge zusammen mit der verbundenen Summe ist eine endliche abelsche Gruppe. Die h-Kobordismusklasse mit der Standard-Sphäre ist dabei das neutrale Element. Die Gruppe heißt Kervaire-Milnor-Gruppe.
In den Dimensionen {\displaystyle n\geq 5} gelten die Aussagen des h-Kobordismus-Satzes und der Poincaré-Vermutung, die beide von Stephen Smale bewiesen wurden. Der h-Kobordismus-Satz besagt, dass zwei einfach zusammenhängende kompakte differenzierbare Mannigfaltigkeiten der Dimension größer 4, die h-kobordant sind, orientierungstreu diffeomorph sind.
Daraus folgt, dass für {\displaystyle n\geq 5} die Gruppe {\displaystyle \Theta _{n}} die Menge der Äquivalenzklassen von {\displaystyle n}-Sphären bezüglich orientierungstreuer Diffeomorphismen ist. Dabei wird hier als {\displaystyle n}-Sphäre eine kompakte orientierte differenzierbare Mannigfaltigkeit bezeichnet, die homöomorph zu {\displaystyle S^{n}} ist. Die {\displaystyle n}-Sphären, die in der gleichen h-Kobordismusklasse wie die Standard-Sphäre sind, lassen sich weiter beschreiben. Eine einfach zusammenhängende kompakte orientierte differenzierbare Mannigfaltigkeit {\displaystyle X} ist h-kobordant (also in der gleichen h-Kobordismusklasse) zu {\displaystyle S^{n}} genau dann, wenn {\displaystyle X} eine zusammenziehbare differenzierbare Mannigfaltigkeit berandet.

## Verbindung zur theoretischen Physik
Exotische Sphären sind auch in der theoretischen Physik interessant, wo häufig partielle Differentialgleichungen betrachtet werden, welche entsprechend von der differenzierbaren Struktur abhängen. Umgekehrt können mithilfe von partiellen Differentialgleichungen auch exotische Strukturen unterschieden und daher untersucht werden. Dadurch besteht ein enger Zusammenhang zwischen Mathematik und theoretischer Physik. Konkret ist dieser gegeben durch den Modulraum der Lösungen, definiert als alle möglichen Lösungen bis auf Äquivalenz, etwa durch eine Eichung. In der theoretischen Physik werden dessen lokalen Eigenschaften untersucht, also konkrete Lösungen, während in der Mathematik dessen globale Struktur untersucht wird, welche wichtige Eigenschaften der zugrundeliegenden Mannigfaltigkeit oder Raumzeit kodiert.
Etwa stammen die Yang-Mills-Gleichungen aus der Beschreibung der starken Wechselwirkung und es kann mithilfe der N = 2 supersymmetrischen Yang-Mills-Theorie gezeigt werden, dass die einfacheren Seiberg-Witten-Gleichungen trotzdem noch die gleichen Schlüsselinformationen enthalten. Dies führt auf die Donaldson-Invarianten aus der Donaldson-Theorie und die Seiberg-Witten-Invarianten aus der Seiberg-Witten-Theorie. Beides gilt ebenso wie die exotischen Sphären als großer Durchbruch, etwa wurde Simon Donaldson für diese Arbeit im Jahr 1986 ebenfalls mit der Fields-Medaille ausgezeichnet.